# GelreDome
A GelreDome egy labdarúgó-stadion Arnhemben, Hollandiában.
A stadion 1996 és 1998 között épült és a Vitesse nevezetű helyi csapat otthona. 1998. március 25-én nyitották meg, maximális befogadóképessége 34 000 fő számára biztosított. A 2000-es labdarúgó-Európa-bajnokság egyik helyszíne volt.
Annak ellenére, hogy az egyik legnagyobb és legmodernebb stadionnak számít Hollandiában a 2018-as labdarúgó-világbajnokság -melyet Hollandia, akárcsak 2000-ben ismét Belgiummal közösen pályázott meg- lehetséges helyszínei közé nem jelölték.
A labdarúgó mérkőzéseken kívül gyakran rendeznek koncerteket is az arénában.

## 2000-es labdarúgó Európa-bajnokság
A 2000-es labdarúgó-Európa-bajnokság csoportmérkőzései közül hármat rendeztek itt.
| Dátum       | Időpont (CEST) | Pályaválasztó | Eredmény  | Vendég      | Forduló   | Nézők  |
| ----------- | -------------- | ------------- | --------- | ----------- | --------- | ------ |
| 2000.06.11. | 14.30          | Törökország   | 1:2 (0:0) | Olaszország | B csoport | 25 000 |
| 2000.06.17. | 18.00          | Románia       | 0:1 (0:0) | Portugália  | A csoport | 18 000 |
| 2000.06.21. | 18.00          | Szlovénia     | 0:0       | Norvégia    | C csoport | 18 000 |

## Külső hivatkozások
- Információk a stadionok.hu honlapján Archiválva 2013. április 6-i dátummal a Wayback Machine-ben
- A GelreDome hivatalos honlapja